# Guy-Claude Luypaerts
Guy-Claude Luypaerts (Parijs, 16 mei 1949) is een Frans componist, muziekpedagoog, dirigent, fluitist en muziekuitgever. Hij is een zoon van de componist en dirigent Guy Luypaerts (1917), die vooral door zijn filmmuziek en als muzikaal begeleider van Édith Piaf internationale faam bereikte. 

## Levensloop
Luypaerts studeerde aan het Conservatoire national supérieur de musique in Parijs. Aldaar behaalde hij zeven onderscheidingen en een 1e prijs voor dwarsfluit bij Jean-Pierre Rampal alsook een grote prijs in compositie bij Tony Aubin. In 1977 werd hij fluitist in het orkest van Radio France in Parijs. In hetzelfde jaar werd hij docent voor dwarsfluit aan het Conservatorium Saint-Saëns van het 8e arrondissement van Parijs. Vanaf 1978 is hij docent voor dwarsfluit aan het Conservatorium van het 18e arrondissement van Parijs. In 1979 werd hij eveneens docent voor dwarsfluit aan het Conservatorium van het 15e arrondissement van Parijs. 
In zijn eerste werken als componist de voorliefde voor de concertante vorm en voor blaasensembles herkenbaar. Vervolgens verdeelt hij zijn werkzaamheden ook tijdelijk in voor compositie, pedagogiek, orkestdirectie en optredens als dwarsfluit solist. Met zijn Quatre danses dans le style roumain, een suite voor piccolo en (harmonie-)orkest won hij in 1982 vanuit 450 deelnemers de Tweede Internationale Yamaha Compositiewedstrijd in Tokio. In 1989 werd hij van de Franse auteursrechtsmaatschappij Société des Auteurs, Compositeurs et Éditeurs de Musique (SACEM) tot erelid benoemd en bekroond met de Stéphane Chapelier-Clerghe-Gabriel Marie prijs. 

## Composities

### Werken voor orkest
- 1975 Concert nr. 1 (Concertino), voor dwarsfluit en orkest
- 1976 Symfonie, voor orkest
- 1978 Concert nr. 2, voor dwarsfluit en orkest
- 1982 Quatre danses dans le style roumain, suite voor piccolo en orkest
- 1985 Saskia, voor dwarsfluit en orkest
- 1986 Light Music, voor orkest
- 1988 Etoile de la mer, symfonisch gedicht voor orkest
- 1993 Idylle, voor orkest
- Concert, voor trompet en orkest
- Concertino, voor trombone en orkest

### Werken voor harmonieorkest
- 1980 Concert nr. 3, voor dwarsfluit en harmonieorkest
- 1982 Quatre danses dans le style roumain, suite voor piccolo en harmonieorkest[1]
  1. Joe
  2. Doïna
  3. Sarba 1
  4. Sarba 2
- 1984 Les Impressionnistes, voor harmonieorkest
- 1995 Concert, voor trompet en harmonieorkest
- 1998 Etoile de la mer, symfonisch gedicht voor harmonieorkest
  1. La minque
  2. Vagues
  3. Brises
  4. Dunes
  5. Carillons
- Exotica, voor harmonieorkest
- Heroïque, voor harmonieorkest
- Hora Staccato, voor piccolo en harmonieorkest
- Light Music, voor harmonieorkest 
  1. Old Cedar
  2. Tap Dance
  3. Autumn Leaves
  4. Relaxation
  5. The End
- Meïpe, voor harmonieorkest

### Vocale muziek

#### Werken voor koor
- 1998 La souris chauve, voor gemengd koor en orkest

### Kamermuziek
- 1986 Concert nr. 4 (sonate concertante), voor dwarsfluit en harp (of piano)
  1. Moderato
  2. Adagio
  3. Allegro
- 1996 Sonate  « à Françoise », voor dwarsfluit en piano
- Chloë, voor dwarsfluit en piano (of harp)
- Insouciance, voor dwarsfluit en piano
- Ondulation et Platine, voor dwarsfluit en piano
- Passe...temps, suite voor dwarsfluit en harp
- Sonate à F...

### Werken voor orgel
- 1977 Rayonnement céleste

### Pedagogische werken
- 1999 De la flûte, voor dwarsfluit en piano met cd-rom
- 2002 Schermuzzio, voor dwarsfluit en piano met cd-rom
- 2005 Physalie, voor dwarsfluit en piano met cd-rom